# Pontifícia Universidade Católica de São Paulo
A Pontifícia Universidade Católica de São Paulo (PUC-SP) é uma instituição de ensino superior privada e católica brasileira. É mantida pela Fundação São Paulo (FUNDASP), presidida pelo Grão-Chanceler da Universidade e vinculada à Mitra Arquidiocesana da cidade de São Paulo. Suas unidades de ensino estão distribuídas em cinco campi universitários, sendo quatro localizados na capital do Estado de São Paulo: Monte Alegre, Marquês de Paranaguá, Ipiranga e Santana, e um em Sorocaba, no interior do estado.
A PUC-SP constitui uma instituição privada, filantrópica e confessional, mantida pelas mensalidades pagas pelos alunos, cujo ingresso é dado por meio do vestibular, que é de responsabilidade da Coordenadoria de Vestibulares e Concursos da PUC-SP, que também seleciona alunos para outras instituições além da PUC-SP, entre elas a FDSBC - Faculdade de Direito de São Bernardo do Campo. Já selecionou alunos para a FMABC - Faculdade de Medicina do ABC e para a Faculdade de Direito de Franca e a Faculdade Israelita de Ciência da Saúde Albert Einstein, todavia, os processos seletivos agora são sediados, respectivamente, pela Fundação Carlos Chagas e pela VUNESP.
Possui reconhecimento nacional e internacional pelo seu ensino e tradição, destacando-se em rankings brasileiros e mundiais de universidades (com as devidas observações aos critérios e metodologias empregadas), figurando na conceituada classificação "QS World University Rankings" de 2018 como sendo a 21ª melhor universidade da América Latina, a 52° melhor universidade dos BRICS (Brasil, Rússia, Índia, China e África do Sul) e, segundo o mesmo ranking, considerada a 5° melhor universidade de todo Brasil, apresentando-se como 1° colocada entre as universidades privadas brasileiras - seguida pela PUC-Rio e a PUC-RS. Além disso, a consultoria britânica também coloca a PUC-SP na posição de 4° melhor universidade brasileira no critério de empregabilidade, expondo-a com a classificação de 19° se observada a América Latina como um todo. Tal qualificação se repete no Ranking de Universidades do MEC, que também coloca a instituição, entre as privadas, em primeiro lugar no Estado de São Paulo e em segundo lugar em todo território nacional. No Ranking Universitário Folha 2017, que é realizado pelo Jornal Folha de S.Paulo, figura na primeira posição entre as universidades privadas do Brasil no que se refere à qualidade de ensino e coloca-se na sétima posição entre as universidades brasileiras com relação à visibilidade no mercado de trabalho, sendo a 4° entre as privadas neste mesmo quesito. Ademais, 15 cursos da PUC-SP são os melhores do país entre as universidades privadas e outros oito estão entre os cinco melhores. Na avaliação do Guia do Estudante, publicação da Editora Abril destinada a referenciar o ensino superior, a PUC-SP possuía, em 2015, nove cursos qualificados com 5 estrelas, a maior nota possível, indicando excelência no ensino principalmente na área de humanidades, tais como: direito, ciências econômicas, ciências contábeis, ciências sociais, comunicação, pedagogia, história e filosofia. No ano de 2017, a PUC de São Paulo tinha sete cursos com cinco estrelas e catorze com quatro estrelas e cinco com três estrelas, obtendo 106 estrelas no total.
A maior parte da produção científica da PUC-SP está voltada para as ciências humanas, em especial as áreas de direito, economia, sociologia, educação e comunicação. Em 2013, a universidade tinha 243 grupos de pesquisa certificados no CNPq. Possui 21 cursos de residência médica, 28 cursos de mestrado acadêmico, 4 cursos de mestrado profissional e 21 cursos de doutorado. Mais de vinte mil dissertações e teses foram defendidas desde 1969. Em números de 2008, entre os docentes, quase 90% eram mestres ou doutores: 56% eram doutores, 29% eram mestres, 6% livre-docentes e 9% especialistas. Em 2010 foi publicado o 3.º Relatório de Autoavaliação Institucional (2008-2010) apontando, entre  outros  avanços, que naquele período, o nível de escolaridade dos funcionários técnico-administrativos da universidade havia apresentado uma melhor qualificação, em comparação com 2005 e 2009. Houve um aumento de 80% no número de funcionários com escolaridade superior e com pós-graduação, com queda do percentual de profissionais sem escolaridade e com ensino fundamental. Constatou-se também que a  partir  de  2007 houve uma dinamização do trabalho de formação dos funcionários técnico-administrativos pela Divisão de Recursos Humanos, em função das demandas institucionais. Em 2016, a Universidade foi premiada com sua colocação no Ranking de Empresas Mais, o ranking das maiores companhias do Brasil, em sua segunda edição, realizado pelo Jornal O Estado de S. Paulo em parceria com a Fundação Instituto de Administração (FIA), a Agência Broadcast e a Boa Vista Serviços. Segundo um levantamento realizado em 2016, considerando o desempenho econômico e as melhores práticas de gestão (eficiência administrativa), a PUC-SP ocupava naquele ano a 14.ª posição na lista das maiores empresas na área de Educação do país.

## História

### Fundação e primeiras décadas

Pátio da Cruz, 22 de agosto de 1950.

Fundada no dia 13 de agosto de 1946 pelo Cardeal-Arcebispo da Cúria Metropolitana de São Paulo, Dom Carlos Carmelo de Vasconcelos Motta, nasceu a partir da fusão da Faculdade Paulista de Direito com a Faculdade de Filosofia, Ciências e Letras de São Bento, esta fundada em 1908. Foi reconhecida pelo Decreto-Lei nº 9.632, de 22 de agosto de 1946 – recebendo o título de Pontifícia em 20 janeiro de 1947 pelo Papa Pio XII, que nomeou Dom Vasconcelos Motta como primeiro grão-chanceler da instituição.

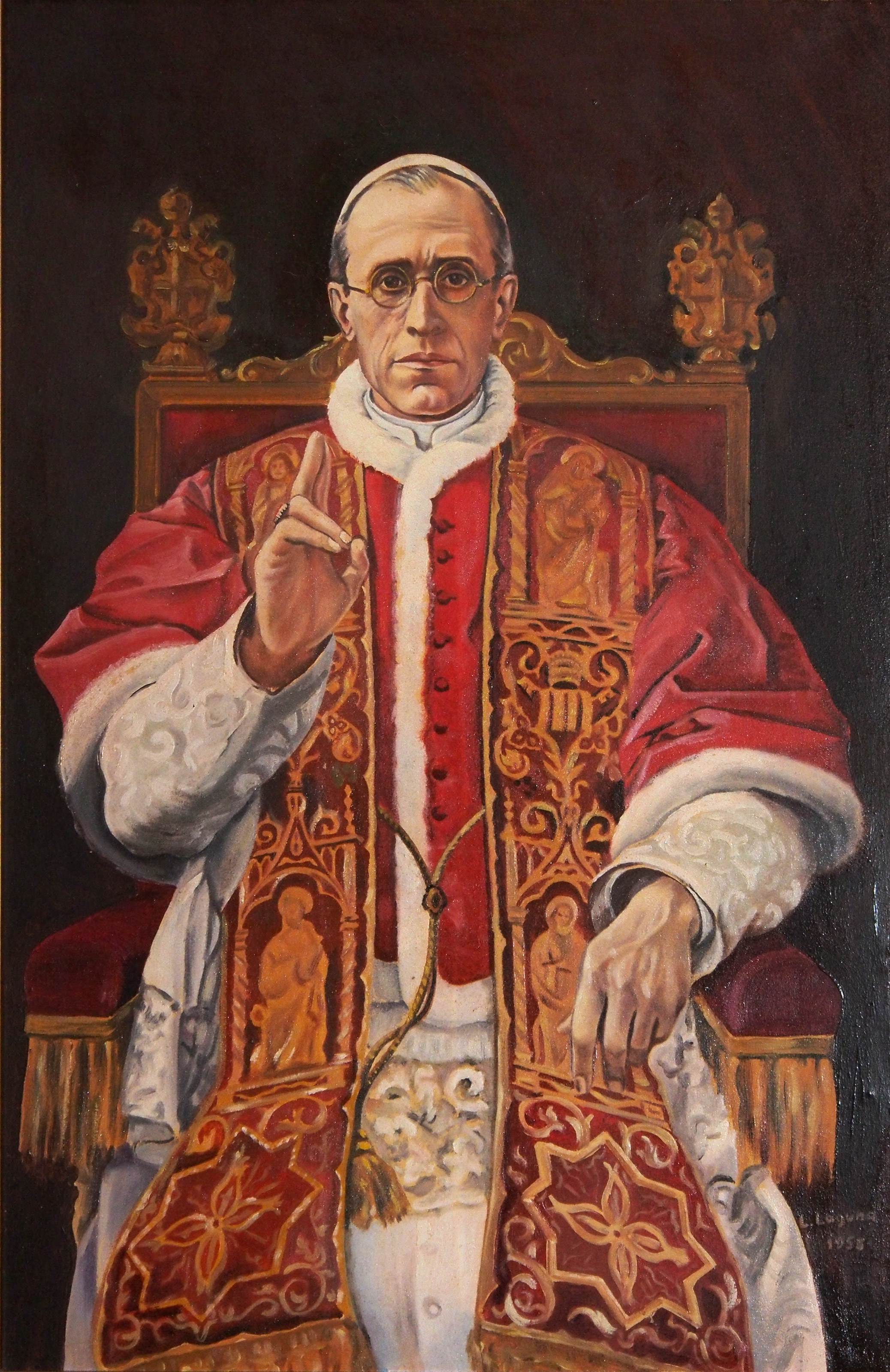
Papa Pio XII, que concedeu o título de Pontifícia à instituição em 1947.

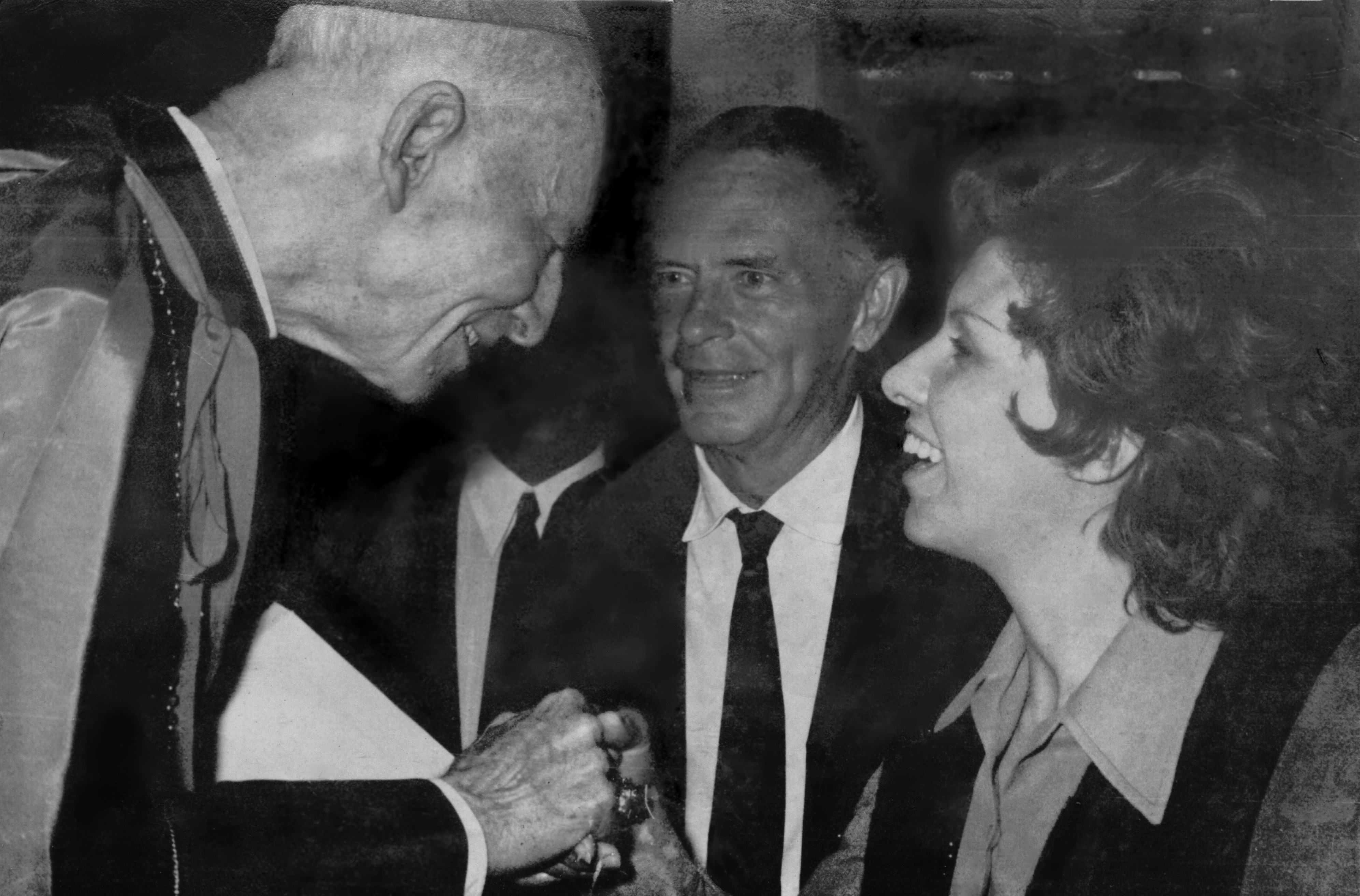
Fundador e 1.° grão-chanceler da PUC-SP, Dom Carlos Carmelo de Vasconcelos Motta, no dia de sua posse na Academia Mineira de Letras em 1971, é cumprimentado pela escritora Cida Chaves.

Nas décadas de 50 e 60 do século XX, a instituição aproveitou-se da infraestrutura recebida das faculdades incorporadas, caso do acervo de bibliotecas e a admissão irrestrita de professores renomados. O maior exemplo foram os professores de filosofia advindos da Faculdade de São Bento, instituição que havia recebido o que foi chamado na época de Missão Belga. Isto é, devido há um convênio com Institut Supérieur de Philosophie da tradicional Universidade de Louvain, a instituição herdou professores como Charles Sentroul, Michel Schooyans, Joseph Comblin, Leonardo Van Acker, entre outros. A Faculdade Paulista de Direito teve nessa época professores que, além de terem cursado direito, fizeram o curso de filosofia da Faculdade São Bento, como o professor e diretor da faculdade Agostinho Neves de Arruda Alvim (1897-1976), o eminente professor e primeiro diretor Alexandre Correia (1890-1984), o professor André Franco Montoro (1916-1999), entre outros. Em 1969, a Universidade criou o primeiro curso de pós-graduação do país e, em 1971, entrou em funcionamento o Ciclo Básico no estudo de Ciências Humanas, proposta pioneira no Brasil.
O desenvolvimento acadêmico e comunitário consolidou-se a partir dos anos 1980, com o aumento de cursos de graduação e a pós-graduação. Em 1983 foi criada a Coordenadoria Geral de Especialização, Aperfeiçoamento e Extensão (Cogeae), com a ampliação das atividades em pesquisa (mestrados, doutorados e iniciação científica). Foram implantados os cursos de pós-graduação em Gerontologia, graduação em Relações Internacionais, Comunicação e Artes do Corpo, Multimeios, Tecnologia e Mídias Digitais, Engenharia Biomédica, Gestão Ambiental, Ciências Econômicas com ênfase em Comércio Internacional, sendo esta a primeira graduação do país nessa área. Foi também criado o curso de graduação em Arte: história, crítica e curadoria, e Conservação e Restauro.

### Ditadura militar e redemocratização

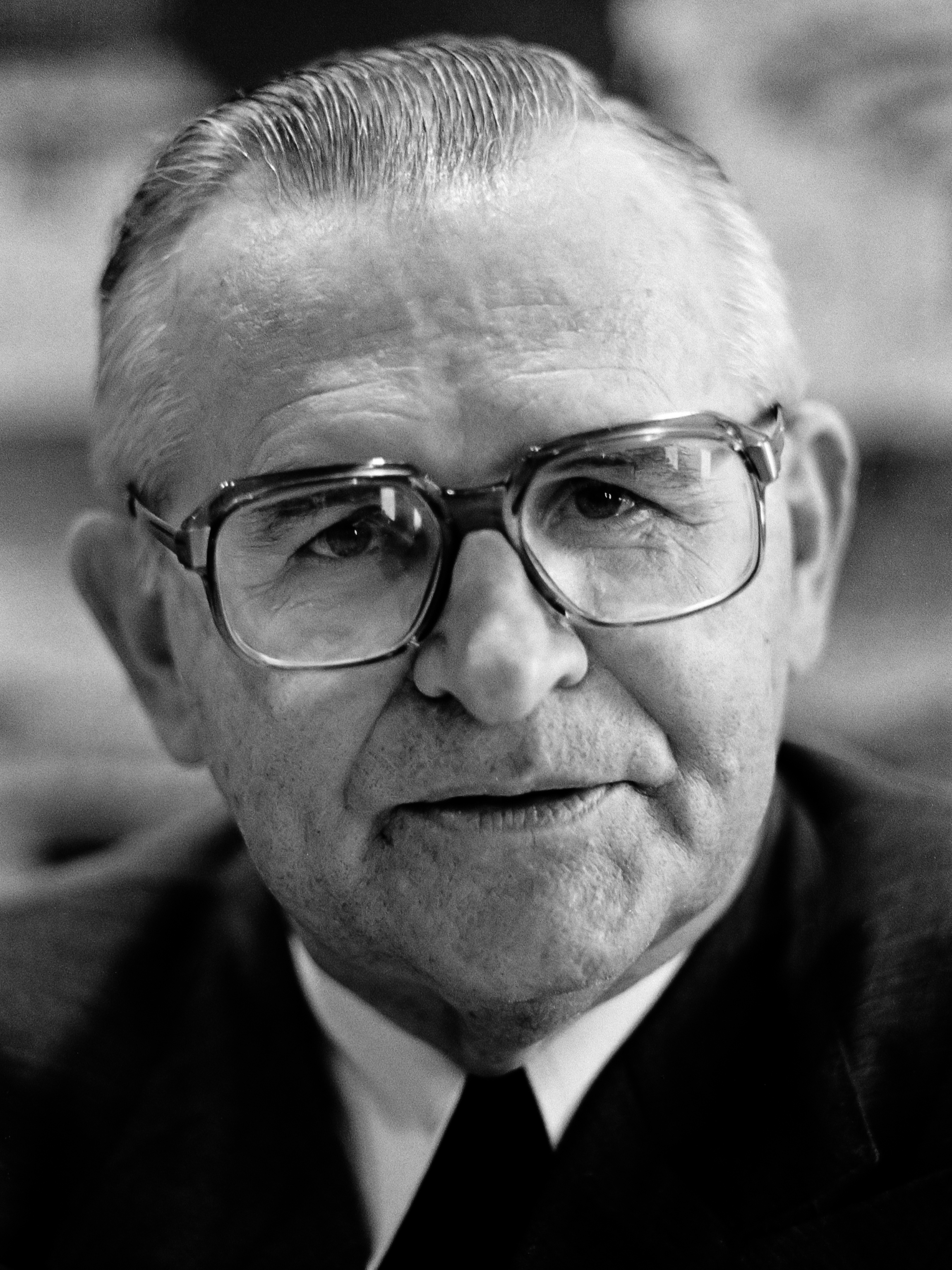
Dom Paulo Evaristo Arns foi o 3.° grão-chanceler da PUC-SP, quando ocorreu a invasão policial na instituição em 1977.

Durante a época da Ditadura Militar, vários estudantes e professores da PUC-SP participaram de várias manifestações contra o regime, e o então Grão-Chanceler, Dom Paulo Evaristo Arns, admitiu professores de universidades públicas que tinham sido cassados pela ditadura. Nomes como Florestan Fernandes, Octávio Ianni, Bento Prado Jr., José Arthur Giannotti, Celso Furtado e Paulo Freire, perseguidos pela ditadura militar, passaram a fazer parte do quadro de docentes da universidade. Em meados da década de 1970, o curso de filosofia é ameaçado de extinção, sendo que em 1974, a reitoria chegou a anunciar o fechamento do curso. O departamento de filosofia, através de elaboração de relatórios e reorganização administrativa, reage e consegue sustentar a existência do mesmo.
Foi no campus sede da PUC-SP, em meados de 1977, que ocorreu a 29ª reunião da Sociedade Brasileira para o Progresso da Ciência (SBPC), até então proibida. Pouco tempo depois, em 22 de setembro de 1977, a instituição  foi local da reunião de retomada da UNE - União Nacional dos Estudantes, outrora fechada pelo regime militar. Nesta mesma reunião com estudantes de diversas universidades brasileiras, como a Universidade de São Paulo (USP), Fundação Getúlio Vargas (FGV) e a Universidade Presbiteriana Mackenzie, a PUC-SP foi invadida por tropas militares comandadas pelo Secretário de Segurança Pública, Coronel Erasmo Dias, onde centenas estudantes foram presos. O episódio ficou conhecido como "a invasão da PUC", como descrito pelo Diretório Central dos Estudantes (DCE) no Jornal Folha de S.Paulo. Na manhã seguinte ao fato, o então Cardeal-Arcebispo e Grão-Chanceler da PUC-SP, Dom Paulo Evaristo Arns, ao saber do ocorrido e voltando com urgência de Roma, manifestou a frase mais marcante do período:
Na PUC só se entra prestando exame vestibular, e só se entra na PUC para ajudar o povo, não para destruir as coisas.— Dom Paulo Evaristo Arns, 1977, sobre a invasão policial na PUC-SP.
No começo dos anos 1980, a PUC-SP tornou-se a primeira universidade brasileira a eleger o reitor e outros cargos administrativos via voto direto dos alunos, professores e funcionários. Em 1984, dois incêndios (um em setembro e outro em dezembro, sendo o último supostamente criminoso,) danificaram o TUCA, Teatro da Universidade Católica.

### Crise da PUC-SP
Em 2001, a universidade teve um déficit de R$ 4 milhões, déficit esse que cresceu no decorrer dos anos, forçando a universidade a realizar empréstimos de bancos, dando origem a uma dívida de R$ 82 milhões em 2005. Os resultados puderam ser observados no resto do ano e também na maior parte do ano seguinte: alguns cursos foram fechados por baixa demanda e vários professores foram demitidos (embora alguns deles tenham aceitado sofrer um corte parcial nos seus salários para evitar serem demitidos), gerando protestos de alunos e professores. No final de 2006, a PUC-SP teve seus primeiros meses não-deficitários.

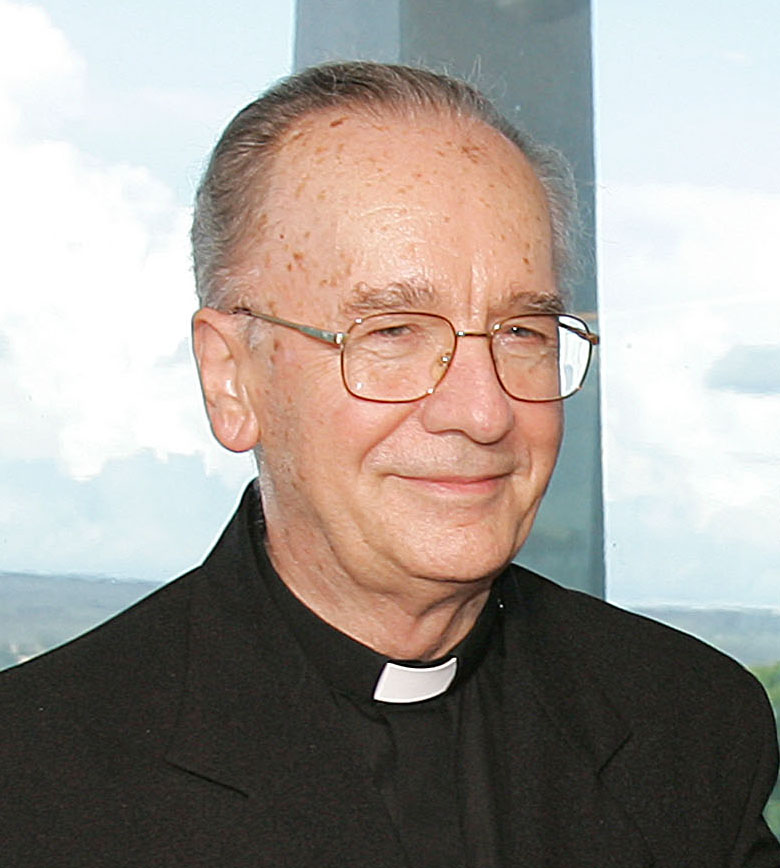
Dom Cláudio Hummes foi o 4.° grão-chanceler da PUC-SP, durante a crise nos anos 2000.

Em função da crise, o Cardeal Dom Cláudio Hummes, então Grão-Chanceler da universidade, nomeou dois sacerdotes como secretários-executivos da Fundação São Paulo, os padres João Julio Farias Junior e José Rodolpho Perazzolo, que já exerciam a função de procuradores da Arquidiocese de São Paulo. Eles foram os responsáveis pela segunda leva de demissões ocorridas entre 2006 e 2007, que resultaram num corte de 30% de professores e funcionários da universidade.
Em 2012, pela primeira vez desde que o sistema de eleição foi implementado na universidade, o candidato à reitoria mais votado (Dirceu de Mello, que já havia sido eleito em 2008) não foi nomeado quando a lista tríplice (contando com mais dois candidatos) seguiu para a ratificação do Cardeal-Arcebispo Dom Odilo Scherer, que indicou Profa. Dra. Anna Maria Marques Cintra, a terceira mais votada nas eleições. Ela assumiu o cargo, mesmo tendo assinado um termo se comprometendo a só assumir se fosse a mais votada. As decisões do Cardeal e de Anna Cintra foram recebidas com insatisfação por parte dos alunos, professores e funcionários, que entraram em greve e realizaram manifestações em resposta à nomeação de Anna Cintra Dentre as manifestações, realizou-se um ato teatral, organizado pelo teatrólogo José Celso Martinez Corrêa, no qual um boneco representando o Papa Bento XVI foi torturado, assassinado e esquartejado. Em disputa judicial, o Tribunal de Justiça de São Paulo manteve, em setembro de 2013, Anna Cintra no cargo de reitora da universidade. Em 28 de outubro de 2016, o Tribunal Superior do Trabalho (TST) reconheceu e reafirmou a ilegalidade da greve de 2012 promovida por alunos, professores e funcionários, caracterizando-a como uma paralisação de cunho político e abusivo.
Em 2015, a universidade entrou num processo de reestruturação, tendo já demitido cinquenta professores em dezembro de 2014 e criando contratos emergenciais visando compensar uma ação trabalhista de cerca de R$ 30 milhões, por causa de um dissídio não pago em 2005. As transformações na gestão não são apenas contrárias aos direitos trabalhistas dos professores, mas também, como muitos defendem, são contrárias aos valores confessionais daqueles que administram a própria instituição (Fundação São Paulo), posto que se opõem à encíclica Rerum Novarum, do Papa Leão XIII (aliás, que dá nome a um dos Centros Acadêmicos da PUC-SP). A encíclica defende, acima de tudo, um salário justo ao trabalhador. Toda a situação de precarização dos contratos de professores e demissões, expõe a atuação tanto da nova reitora quanto da administração da Fundação São Paulo. O último anúncio dado à imprensa em 2015 foi  referente à desativação do campus em Barueri, extinção de cursos com baixa demanda e fechamento de 1,3 mil vagas no vestibular até o ano de 2019.
Todavia, em 2016, mesmo ano em que a PUC-SP completa 70 anos, os sucessivos ajustes nas contas que perduraram por pelo menos 10 anos obtiveram algum resultado. Pela primeira vez desde a década de 1980 a universidade apresentou um balanço positivo, ou seja, a dívida da entidade é menor do que a soma dos ativos. Além disso, a reitoria conquistou a aprovação do recebimento de crédito do Banco Nacional de Desenvolvimento Econômico e Social, BNDES, que concedeu um empréstimo de R$ 27 milhões. Obras foram anunciadas em diversos campus para os anos seguintes, como informa o Pe. José Rodolpho Perazzolo, Secretário-Executivo da Fundação São Paulo.
O planejamento de curto prazo inclui nova pintura, modernizações quanto a acessibilidade, novas salas de aula inteligentes, reforma de auditórios, renovação dos equipamentos de informática e ampliação no número de leitos do Hospital Santa Lucinda (Sorocaba), gerido pela PUC-SP, ademais de nova entrada e praça de alimentação para o campus Monte Alegre (Perdizes), sede da universidade. De acordo com a mantenedora, não estão previstos novos cortes na instituição e é reforçada a certeza de que não ocorrerá nada tão drástico como foi preciso realizar no passado. Atualmente, segundo o sacerdote, a instituição está em vias de recuperar seu funcionamento usual.

## Estrutura Orgânica

### Administração
- Grão-chanceler: Cardeal-Arcebispo de São Paulo e Presidente da Fundação São Paulo - FUNDASP (Mantenedora da PUC-SP)
- Reitoria
- Vice-reitoria
- Pró-reitoria de Graduação
- Pró-reitoria de Pós-Graduação
- Pró-reitoria de Educação Continuada
- Pró-reitoria de Planejamento, Desenvolvimento e Gestão
- Pró-reitoria de Cultura e Relações Comunitárias
- Conselhos Superiores: Conselho de Administração - CONSAD e Conselho Universitário - CONSUN

### Faculdades
- Faculdade de Ciências Exatas e Tecnologia - FCET
- Faculdade de Ciências Humanas e da Saúde - FaCHS
- Faculdade de Ciências Médicas e da Saúde - FCMS
- Faculdade de Ciências Sociais - FACSOC
- Faculdade de Direito - FD
- Faculdade de Economia, Administração, Contábeis e Atuariais - FEA
- Faculdade de Educação - FE
- Faculdade de Filosofia, Comunicação, Letras e Artes - FAFICLA
- Faculdade de Estudos Interdisciplinares - FACEI
- Faculdade de Teologia - FT

### Coordenadorias
- Coordenadoria Geral de Estágios - CGE
- Coordenadoria Geral de Especialização, Aperfeiçoamento e Extensão - COGEAE
- Coordenadoria de Vestibular e Concursos
- Coordenadoria de Educação a Distância - CEAD
- Coordenadoria de Estudos e Desenvolvimento de Projetos Especiais - CEDEPE
- Coordenadoria de Pesquisa - CPE
- Coordenadoria de Pastoral Universitária

### Órgãos Suplementares
- Teatro da Universidade Católica - TUCA
- Biblioteca e Videoteca Nadir Gouvêa Kfouri
- Editora da PUC-SP - EDUC
- Televisão da PUC-SP - TVPUC
- Museu da Cultura
- Centro de Ex-alunos
- Comissão da Verdade da PUC-SP
- Coral da PUC-SP - CUCA
- Fundação Aniela Ginsberg
- Juizado Especial Cível - JEC/PUC-SP
- Instituto de Pesquisa Lingüísticas - IP/PUC-SP
- Centro de Documentação e Informação Científica - CEDIC

## Atividades Acadêmicas

### Atividades de Ensino
A PUC oferecia em 2016, 47 cursos de graduação entre bacharelato, licenciatura e tecnologia, e 28 programas de pós-graduação.

### Atividades de Extensão
A PUC-SP oferece alguns serviços à comunidade, como forma de exercer sua função social na qualidade de entidade filantrópica:
- Empresa Júnior - PUC Jr. Consultoria
- Escritório Modelo "Dom Paulo Evaristo Arns"
- Hospital Santa Lucinda
- Clínica Psicológica "Ana Maria Poppovic"
- Brinquedoteca
- Núcleo de Trabalhos Comunitários
- Divisão de Educação e Reabilitação dos Distúrbios da Comunicação - DERDIC

## Campi

### Perdizes
O Campus de Perdizes, situado na rua Monte Alegre e sede da universidade, é o maior da PUC-SP, tanto em tamanho quanto em número de alunos. Nele estão a Reitoria e os principais serviços administrativos da Universidade divididos em dois complexos, o Edifício Cardeal Motta (antigo Convento Carmelita datado do século XIX), também chamado de Edifício Sede ou de Prédio Velho, e o Edifício Reitor Bandeira de Mello, conhecido como Prédio Novo. Ao lado da entrada principal do Edifício Sede está o histórico e emblemático Teatro da Pontifícia Universidade Católica de São Paulo, o TUCA. Além disso, o campus abriga o enorme acervo da Biblioteca Nadir Gouvêa Kfouri (5° Reitora da Universidade) e a Paróquia Imaculado Coração de Maria, apelidada de Capela da PUC.
Situa-se em Perdizes, na zona oeste da cidade de São Paulo.

### Consolação
O Campus da Consolação, na rua Marquês de Paranaguá, ocupa a área da antiga sede do Instituto Sedes Sapientae ao lado do Parque Augusta, e abriga os cursos de ciências exatas e tecnologia que são: Ciência da Computação, Design, Jogos Digitais e Engenharia Biomédica, Engenharia Civil, Engenharia de Produção e Engenharia de Sistemas Ciber Físicos. E o programas de pós-graduação em Educação Matemática, em História da Ciência  e em Tecnologias da Inteligência e Design Digital -TIDD. 

### Santana (Extinto)
Localizado na rua Voluntários da Pátria, a principal via do bairro paulistano de Santana, marca a nova expansão da PUC-SP para a zona norte da cidade. A Reitoria da PUC-SP, em parceria com a Cúria Metropolitana de São Paulo, estabeleceu em 2005 a Faculdade de Teologia Nossa Senhora de Assunção da Arquidiocese de São Paulo, onde situa-se o tradicional Colégio Luiza de Marillac, nela são ministrados os cursos da PUC-SP tanto em nível de graduação quanto de pós-graduação lato sensu e de extensão.

### Sorocaba
No Campus Sorocaba localiza-se a Faculdade de Ciências Médicas e da Saúde, que reúne os cursos de Medicina e Enfermagem. A PUC-SP participa da administração do complexo hospitalar da região, e mantém o Hospital Santa Lucinda.

### Ipiranga

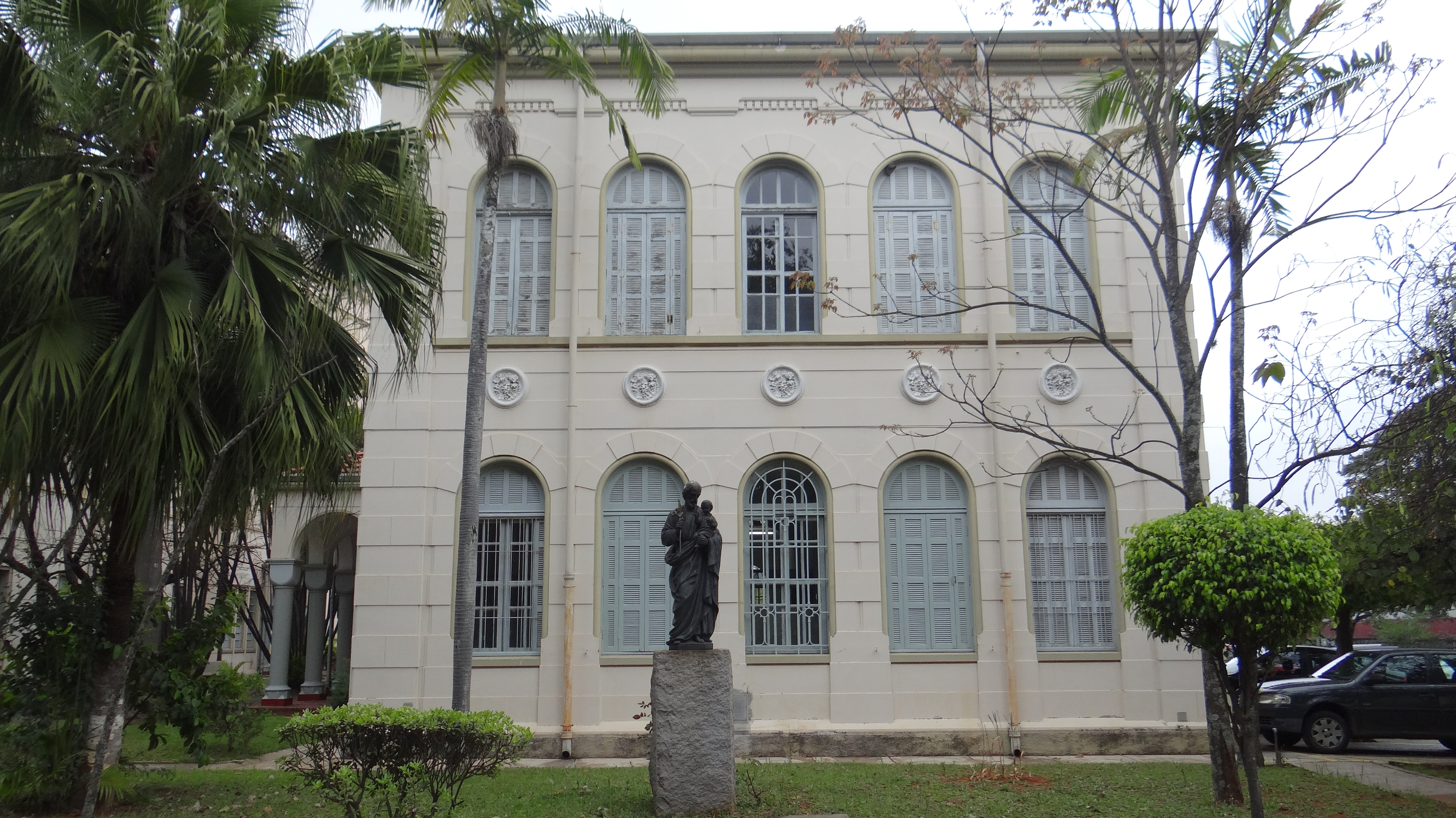
Prédio do Seminário Central do Ipiranga, em São Paulo.

A Pontifícia Faculdade de Teologia Nossa Senhora da Assunção foi criada em 1949 por decreto da Congregação para a Educação Católica. Na época de sua criação, a Instituição pertencia à Pontifícia Universidade Católica de São Paulo, da qual foi separada na prática no início dos anos 1970. Contudo, em 2009, foi reintegrada à Universidade. Oferece cursos de Graduação, Pós-Graduação e Extensão em Teologia.

### Barueri (extinto)
Localizado na cidade de Barueri, o Campus marca a nova expansão da PUC-SP para outras cidades de São Paulo. A instalação do novo Campus se deu em julho de 2007, com a abertura de turmas da graduação para os cursos de Administração, Psicologia e Economia com ênfase em comércio internacional. Além desses cursos a PUC-SP oferecerá vagas para o Vestibular 2010 no curso de Fisioterapia, neste Campus. Em 2015, a prefeitura de Barueri comunicou o fim das operações da PUC-SP no campus já no próximo ano.

## Personalidades notáveis

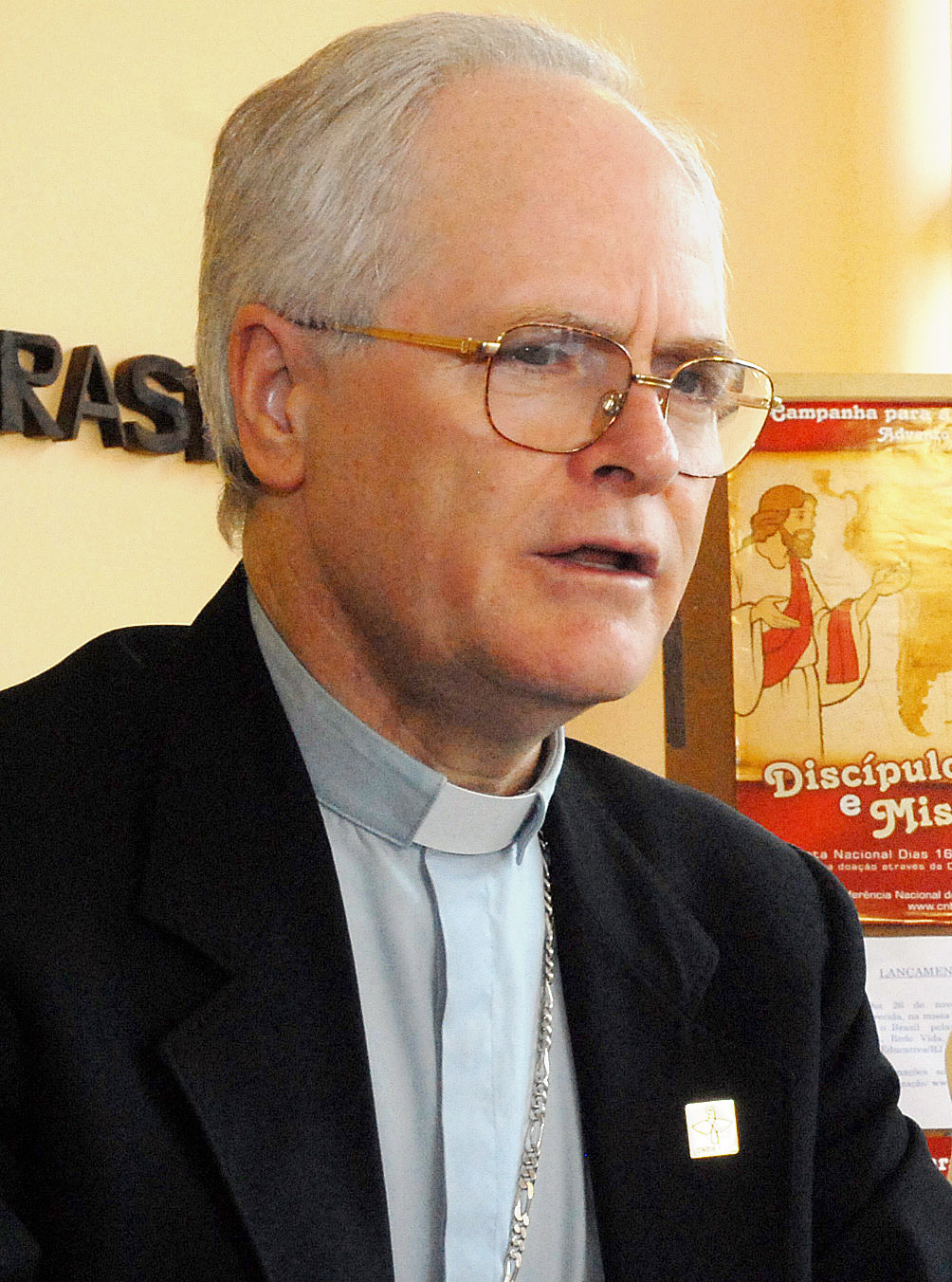
Dom Odilo Pedro Scherer, atual grão-chanceler da PUC-SP.

### Grão-chanceler
| N° | Nome                                            | Período           |
| -- | ----------------------------------------------- | ----------------- |
| 1° | Dom Carlos Carmelo de Vasconcelos Cardeal Motta | 1946 - 1964       |
| 2° | Dom Agnelo Cardeal Rossi                        | 1964 - 1970       |
| 3° | Dom Frei Paulo Evaristo Cardeal Arns            | 1970 - 1998       |
| 4° | Dom Frei Cláudio Cardeal Hummes                 | 1998 - 2006       |
| 5° | Dom Odilo Pedro Cardeal Scherer                 | 2007 - atualidade |

### Reitores
| N°  | Nomes                                | Período     |
| --- | ------------------------------------ | ----------- |
| 1°  | Dom Paulo de Tarso Campos            | 1946 - 1959 |
| 2°  | Dom Antônio Maria Alves de Siqueira  | 1959 - 1963 |
| 3°  | Dr. Oswaldo Aranha Bandeira de Mello | 1963 - 1972 |
| 4°  | Dr. Geraldo Ataliba                  | 1973 - 1976 |
| 5°  | Dra. Nadir Gouvêa Kfouri             | 1977 - 1984 |
| 6°  | Dr. Luiz Eduardo Wanderley           | 1985 - 1988 |
| 7°  | Dra. Leila Bárbara                   | 1989 - 1992 |
| 8°  | Dr. Joel Martins                     | 1992 - 1993 |
| 9°  | Dr. Antonio Carlos Caruso Ronca      | 1993 - 2004 |
| 10° | Dra. Maura Pardini Bicudo Véras      | 2004 - 2008 |
| 11° | Dr. Dirceu de Mello                  | 2008 - 2012 |
| 12° | Dra. Anna Maria Marques Cintra       | 2012 - 2016 |
| 13° | Dra. Maria Amalia Pie Abib Andery    | 2016 - 2024 |

14°
Dr. Vidal Serrano Nunes Junior
|2024 - 2028